# 連携病理診断
連携病理診断（れんけいびょうりしんだん）は、2012年診療報酬から導入された「保険医療機関間の連携による病理診断」の略称。
連携病理診断では、病理医不在の保険医療機関（標本の送付側）で作製した病理標本を、標本の受取側保険医療機関に標本を送付し、標本受取側保険医療機関の病理診断を専ら担当する常勤医が病理診断を文書で報告する。
テレパソロジーを用いた術中迅速病理診断と同様に、実施に当たって双方の保険医療機関が届出(様式79-2)を出しておいた場合に、病理診断料(N006)と病理診断管理加算が算定可能になる。さらに標本受取側の施設要件として、病理診断管理加算を算定していること、特定機能病院、臨床研修指定病院、へき地医療拠点病院、へき地中核病院、へき地医療支援病院のいずれかであることが挙げられている。2016年4月からは標本受取側保険医療機関に病理診断科診療所が追加された。
- 2013年3月に社団法人日本病理学会から出された「国民のためのよりよい病理診断に向けた行動指針2013」の短期目標なかで、保険医療機関間連携による病理診断（連携病理診断）と表現され、以後、連携病理診断が使われている。
- 連携病理診断を行う保険医療機関の届出は送信側は平成24年 84(0)、平成25年 98(2)、平成26年 112(2)と増加傾向にある。またテレパソロジーによる術中迅速病理組織標本作製よりも多い。一方、受取側は平成24年 72(0)、平成25年 73(0)、平成26年 72(0)に止まっている(カッコ内は診療所数)。受取側の増加のためには病理診断科診療所を含む病理診断体制が整う必要があるといえる。
- 2014年現在、医療機関間の連携で行われる病理診断には、デジタル化病理像をネットワーク回線を解して送信して行う術中迅速組織診断・細胞診断（いわゆるテレパソロジー）と病理標本を送付して行う保険医療機関間の連携による病理診断があり、条件付きながら両者とも診療報酬点数表上に収載されている。デジタルパソロジーを用いた病理医教育、希少がん等病理診断支援、地域医療での病理カンファランス等の課題も進められている。バーチャル顕微鏡画像を送信して行うデジタルパソロジーの普及に向けても研究が進められているが、バーチャル顕微鏡による1次病理診断については診断場所・診療報酬評価方法・真正性証明等さまざまな課題がある。また患者医療圏を越えて行われる連携病理診断の是非についてはまだ議論がなされていない。